# Haus ohne Eigenschaften

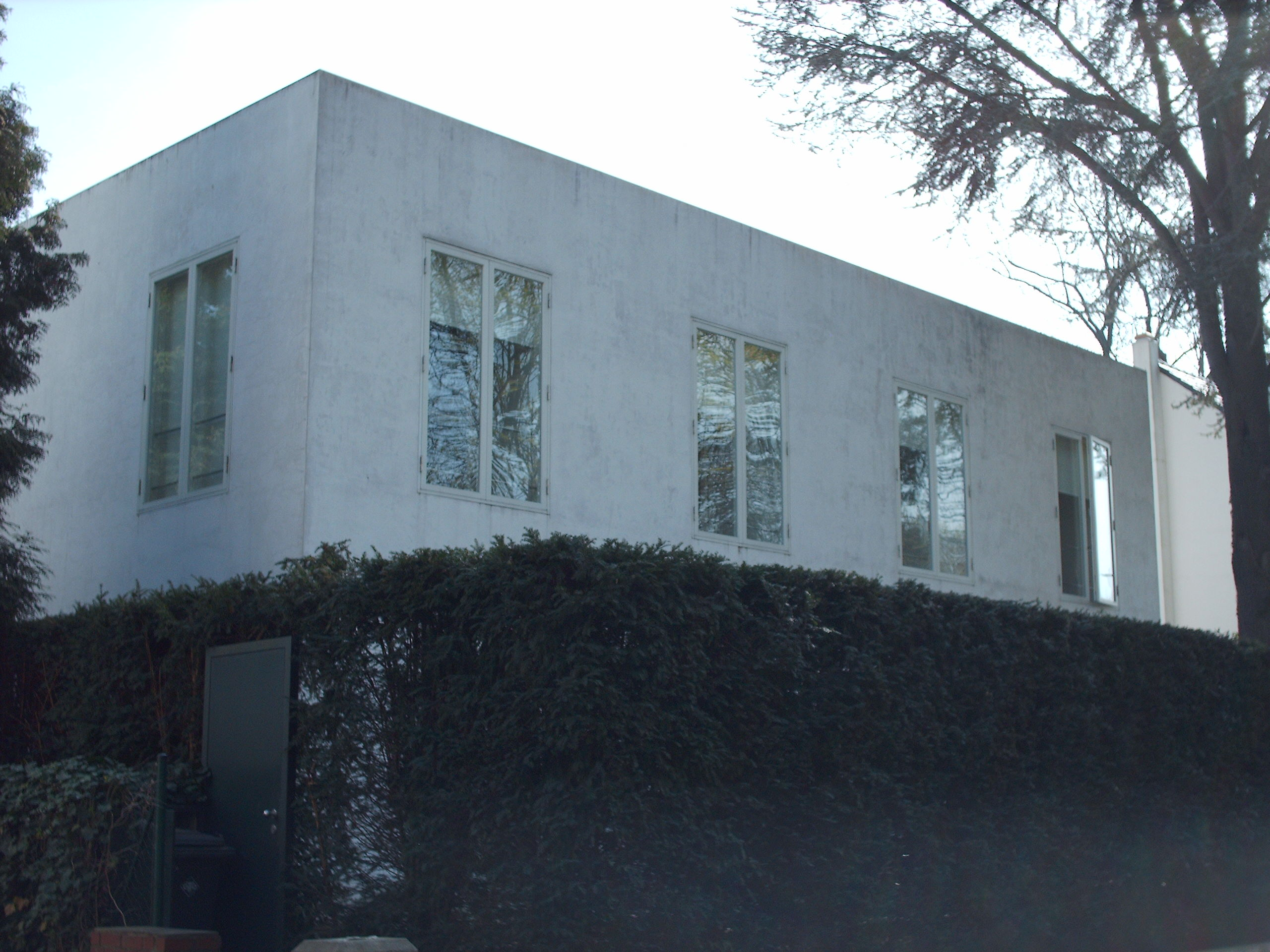
Haus ohne Eigenschaften

Das Haus ohne Eigenschaften (französisch: Maison sans qualités) ist ein denkmalgeschütztes Wohnhaus in Köln-Müngersdorf.
Das im Kämpchensweg 58 in diesem Kölner Villenvorort gelegene Gebäude wurde bis 1996 nach Plänen des Architekten O. M. Ungers als sein drittes Privathaus errichtet.
Der über rechteckigem Grundriss erbaute zweigeschossige kubische Putzbau ohne sichtbaren Dachabschluss ist das zweite Wohnhaus des Architekten. Baukörper und Grundriss sind durch Klarheit und sachliche Konsequenz geprägt, womit die spiegelbildliche Raumaufteilung korrespondiert. Um die zentrale quadratische Halle wurde der Bau von innen nach außen entwickelt und die einander gegenüberliegenden Außenseiten jeweils symmetrisch konzipiert. Die Längsseiten sind vierachsig, die Schmalseiten sind zweiachsig und jeweils durch hohe Flügeltüren symmetrisch gegliedert. Innen wurden kostbare Materialien wie Stucco lustro für die Wände sowie Kalkstein, Terrakotta und Nussbaumparkett für den Bodenbelag verwendet, in der Präzision ihrer Verarbeitung nach Ungers Ausdruck „reiner Architektur“. Das Kellergeschoss enthielt ein Schwimmbecken mit angrenzenden Massage- und Erholungsräumen, die heute als Bibliothek der Dr. Speck Literaturstiftung genutzt werden.